# آب‌انبار چهاریار
آب‌انبار چهاریار مربوط به سده‌های متاخر اسلامی است و در شهرستان خواف، ۷۰۰متری شمال‌غربی روستای مژن‌آباد واقع شده و این اثر در تاریخ ۲۲ مرداد ۱۳۸۴ با شمارهٔ ثبت ۱۳۲۰۷ به‌عنوان یکی از آثار ملی ایران به ثبت رسیده‌است.